# Danfeltet
Danfeltet er et producerende olie- og gasfelt i den danske del af Nordsøen.

## Historie
Efterforskningstilladelsen er givet i eneretsbevillingen, feltet blev fundet i 1971 og sat i drift i 1972.

## Placering
Dan feltet ligger ca. 210km V for Esbjerg.

## Opbygning
Der er 62 produktionsbrønde og 50 vandinjektionsbrønde.

## Reservoiret
Reservoiret ligger på en dybde af 1850 m i kalksten af Danien og Sen Kridt-alder.

## Data
Indtil nu (2012) er der produceret 106,503 mio. m3 olie og 23,380 mia. Nm3 gas samt 141,814 mio. m3 vand. Der er injiceret 285,436 mio. m3 vand.

## Operatør
Operatør på feltet er Mærsk Olie og Gas A/S. Akkumulerede investeringer 31,15 mia. kr.